# Francesco Alario
Francesco Alario (Moio della Civitella, 5 febbraio 1829 – Salerno, 18 maggio 1891) è stato un patriota e politico italiano.

## Biografia
Avvocato penalista, nel 1860 partecipa ai moti insurrezionali a Salerno nel Comitato dell'ordine di tendenza Cavouriana, in opposizione all'organizzazione dei patrioti meridionali di tendenza Mazziniana. Nel 1862 prende parte alla campagna di Garibaldi nel Volturno, dopo la quale entra in magistratura. È stato procuratore del Re ad Avellino, Campobasso, Vallo della Lucania, Benevento e Napoli. Deputato per cinque legislature, fedelissimo di Nicotera, si è dedicato in particolare alla costruzione della rete stradale della provincia di Salerno, alla costruzione della ferrovia Eboli-Reggio Calabria e del manicomio interprovinciale di Nocera